# Weddellzeehond
De Weddellzeehond (Leptonychotes weddellii) is een van de meest voorkomende zeehonden in Antarctica en genoemd naar de Weddellzee, een deel van de Zuidelijke Oceaan.

## Kenmerken
De Weddellzeehond is staalgrijs van kleur en heeft over het hele lichaam lichte, witte of gelige vlekken. In de zomer verbleken de kleuren en om in de winter weer intensiever te worden.
De Weddellzeehond is ongeveer 2,5 meter lang en kan soms tot 3 meter lang worden. Hij weegt gemiddeld 400 kg. De kop is verhoudingsgewijs klein met een korte snuit, waardoor hij makkelijk te onderscheiden is van andere zeehonden in Antarctica.

## Leefwijze
De zeehond voedt zich bijna uitsluitend met vis. Ze kunnen tot 600 meter diep duiken en tot een uur onder water blijven.
Op het ijs zijn de dieren traag en zeer mak doordat ze daar geen vijanden hebben. In het water zijn hun grootste vijanden de zwaardwalvis en de zeeluipaard. Op de vlucht proberen ze dicht onder de ijskorst te komen, waar ze onbereikbaar zijn voor hun vijand.

## Voortplanting
De jongen worden in het voorjaar (september/oktober) op het ijs geboren.

## Verspreiding
De zeehond komt in het gehele Antarctische gebied aan de rand van het pakijs voor. In de winter trekken de dieren niet weg, maar houden een wak in het ijs open door het ijs met hun hoektanden weg te knagen. Dit wak kunnen ze openhouden tot het omringende ijs een dikte van 2 m heeft bereikt.